# Egil Holmsen
Egil Sophus Severen Holmsen, född 15 februari 1917 i Nora, död 30 maj 1990 i Oscars församling i Stockholm, var en svensk filmregissör, manusförfattare, journalist, författare och skådespelare. Han var bror till författaren Sverre Holmsen.

## Biografi
Egil Holmsen arbetade först som journalist och började i filmbranschen som skådespelare. Han debuterade 1941 i Alf Sjöbergs Hem från Babylon. Han fortsatte som skådespelare i huvudsak under 1940-talet, innan han började regissera och skriva manus till olika beställningsverk gjorda av företag och organisationer. Hans första manus var till filmen Staden i Söder (1946, regi Lennart Bernadotte) och hans första regiuppdrag Kampen om kaffet 1947. Parallellt med beställningsfilmerna regisserade Holmsen under 1950-talets början tre ungdom-på-glid-filmer, Farlig kurva 1952, Marianne 1953 och Fartfeber 1953. Alla tre filmerna porträtterar rotlösa och delvis kriminella unga i Stockholm.
Marianne tog upp närmast tabubelagda ämnen som tonårssex, knark och lesbisk kärlek, vilket gjorde Holmsen till en utmanande provokatör, och delar av kritikerkåren rasade mot honom. I Fartfeber skildrade han fylla, kriminalitet och bögprostitution, vilket gjorde att filmen censurerades kraftigt. 1954 regisserade han Hästhandlarens flickor, vilken innehöll en provocerande scen där två systrar badar nakna i en damm och ses kyssas. Den kom att bli hans sista långfilmsregi.
Under 1950-, 1960- och 1970-talen fortsatte Holmsen att regissera och skriva manus till olika beställningsverk, bland annat flera husmorsfilmer. 1962 gjorde han även sin skönlitterära debut med romanen Solblot. Han återupptog skådespelarkarriären 1972 i den erotiska filmen Swedish Wildcats. Han gjorde även roller i Champagnegalopp (1975), Bröderna Lejonhjärta (1977), Dante - akta're för Hajen! (1978) och TV-serien Spanarna (1983), vilken kom att bli hans sista roll.
På 1980-talet började Holmsen återigen att skriva romaner. 1981 utkom Sprängämne, 1982 Arv och 1985 I gudinnornas sköte. Egil Holmsen är begravd på Sankt Pauli norra kyrkogård i Malmö.

## Filmografi
Beställningsfilmer ej medtagna
Roller
- 1941 – Hem från Babylon
- 1941 – Fröken Vildkatt
- 1942 – Stinsen på Lyckås
- 1942 – Sol över Klara
- 1942 – På skilda vägar mot samma mål
- 1942 – Man glömmer ingenting
- 1942 – Löjtnantshjärtan
- 1942 – En trallande jänta
- 1942 – Doktor Glas
- 1942 – Det är min musik
- 1943 – Livet på landet
- 1944 – En dotter född
- 1945 – Flickor i hamn
- 1972 – Swedish Wildcats
- 1975 – Champagnegalopp
- 1977 – Bröderna Lejonhjärta
- 1978 – Dante - akta're för Hajen!
- 1983 – Spanarna (TV-serie)

Regi
- 1948 – Känn dej som hemma (Kortfilm beställd av dåvarande Sveriges Kommunistiska Parti)[5]
- 1948 – Textilarna
- 1949 – Den galluperande flugan (Kortfilm beställd av Folkrörelsernas sparkampanj)
- 1952 – Farlig kurva
- 1953 – Marianne
- 1953 – Fartfeber
- 1954 – Hästhandlarens flickor

Manus
- 1952 – Farlig kurva
- 1953 – Fartfeber
- 1954 – Hästhandlarens flickor

## Teater

### Roller (ej komplett)
| År   | Roll         | Produktion                                                              | Regi             | Teater                   |
| ---- | ------------ | ----------------------------------------------------------------------- | ---------------- | ------------------------ |
| 1938 | Polis 2      | Liliom Ferenc Molnár                                                    | Sandro Malmquist | Nya Teatern              |
| 1938 | Officeren    | Tartuffe (Tartuffe, ou l'Imposteur) Molière                             | Sandro Malmquist | Nya Teatern              |
| 1939 | Arbetskarl 2 | Den ljusnande tid, revy Alf Henrikson                                   | Sandro Malmquist | Nya Teatern              |
| 1939 | Tony Kirby   | Koppla av! (You Can't Take It with You) Moss Hart och George S. Kaufman | Rudolf Wendbladh | Helsingborgs stadsteater |